# Habrocestum lepidum
Habrocestum lepidum là một loài nhện trong họ Salticidae.
Loài này thuộc chi Habrocestum. Habrocestum lepidum được Raymond Comte de Dalmas miêu tả năm 1920.